# كمرة سفلي (مقاطعة إسلام آباد غرب)
كمرة سفلي (بالفارسية: کمره سفلی) هي قرية تقع في قسم شيان الريفي (مقاطعة إسلام آباد غرب) في إيران. يقدر عدد سكانها بـ 584 نسمة .